# Théâtre du Loup
Le Théâtre du Loup est une compagnie théâtrale suisse fondée en 1978 à Genève par Éric Jeanmonod et Sandro Rossetti.
D'abord nomade, le Théâtre du Loup devient un lieu de production et d'accueil en 1993. Outre ses propres créations (une cinquantaine depuis sa fondation), le Théâtre du Loup co-produit et programme de jeunes compagnies genevoises et suisses.
Depuis 1990, le comité de direction et de programmation du Théâtre du Loup est composé d'Eric Jeanmonod, Sandro Rossetti et Rossella Riccaboni. Depuis 2012, le comité de direction s'est agrandi avec Adrien Barazzone. Le comité compte également en son sein l'administrateur ou l'administratrice de la compagnie.
Le Théâtre du Loup est subventionné par le Canton de Genève et la Ville de Genève.

## De la culture alternative à l'institutionnalisation
Le Théâtre du Loup est fondé en 1978 , par Véronique Berthet, Eric Jeanmonod et Sandro Rossetti, après une scission du Théâtre de la Lune Rouge duquel est également issu le Théâtre Les Montreurs d'images. Eric Jeanmonod s'est formé comme graphiste à l'École des arts décoratifs de Genève, puis a fait ses débuts dans la scénographie au Théâtre de Carouge-Atelier de Genève. Sandro Rossetti est architecte de formation et musicien autodidacte. Il est l'un des fondateurs de l'Association pour l'encouragement de la musique improvisée (AMR). Comédiens, ils font d'abord partie du collectif théâtral de la Lune Rouge avec Monique Décosterd, qui anime les rues de Genève de 1974 à 1977 au cours de parades festives avec de grandes marionnettes inspirées du Bread and Puppet Theatre. Avec la Lune Rouge, ils participent en 1977 à la fondation du Festival du Bois de la Bâtie, dernier né d'une série de manifestations organisées depuis le début des années 1970, par les acteurs de la culture indépendante locale,. Ils sont rejoints, en 1981, par la danseuse et comédienne Rossella Riccaboni et le comédien et musicien François Berthet, et pendant près de 25 ans constituent le noyau dur du collectif.

### Les premiers spectacles
Le premier spectacle du Loup, Contes de Grimm, est créé en 1978 à la Salle Simon Patiño, avec le soutien financier de ce lieu qui concentre, depuis 1968, l'essentiel des productions artistiques dites "contemporaines" à Genève. Dès les premières productions, le Théâtre du Loup bénéficie d'une reconnaissance médiatique pour ses décors et masques, l'utilisation du conte et pour ses grandes distributions. Parmi les interprètes des premiers spectacles, on compte des enfants jouant au côté de comédiens adultes. Cette particularité distingue, à ses débuts, le Théâtre du Loup dans le paysage théâtral genevois.
En 1978, à l'initiative de Jeanmonod et Rossetti est fondée la Fanfare du Loup, l'ensemble musical qui accompagne la plupart des productions de la compagnie, notamment Le Bal tragique (1981), Petit Hommage à Charlie Chaplin (1989), Le Bal perdu (1993, repris en tournée jusqu'en 1998) et Quartier libre (1994). À partir de ce moment, la musique, jouée en direct pendant les représentations, ainsi que la présence des musiciens sur la scène, constituent des éléments reconnaissables de l'univers artistique du Théâtre du Loup. En 1996, la Fanfare du Loup devient une association indépendante du Théâtre du Loup.
Les artistes du Théâtre du Loup participent aux six premières éditions du Festival du Bois de la Bâtie ; ils y présentent leurs nouvelles créations, jouent les prolongations quand le festival se termine, puis les reprennent en automne, dans des salles genevoises ouvertes à la culture alternative notamment la Maison de quartier de la Jonction, le Théâtre Off de l'ancien Palais des expositions, ou encore la salle de paroisse des Eaux-Vives.
Dès les premières années, des auteurs très divers, des dessinateurs de BD, des illustrateurs ont inspiré les scénarios, les décors, les masques et costumes signés d'Eric Jeanmonod. Bal tragique (1981) a pour point de départ une image de Georges Schwizgebel ; Buddy et Flappo brûlent le planches (1982) s'inspire des dessins de Gérald Poussin ; Krazy Kat (1984) puise dans l'œuvre de George Herriman ; Recherche éléphants, souplesse exigée (1990) et Le Bon Gros Géant (2007) renvoient à l'univers de Quentin Blake, et Le Géant de Zéralda et autres histoires (1999) aux créatures de Tomi Ungerer. Il s'agit majoritairement de réalisations, où les acteurs jouent costumés et masqués, sans paroles. Un seul comédien assure la narration ou le doublage de personnages, un exercice auquel se prête par exemple François Berthet.
En 1981, Bal tragique signale l'arrivée dans la compagnie de Rossella Riccaboni. Danseuse formée au Conservatoire de musique de Genève, diplômée de l'École supérieure d'arts visuels de Genève (ESAV), elle y tient le rôle de Pamela, une danseuse fatale, l'un des nombreux personnages féminins créés par le Loup. Rossella Riccaboni vient dès lors renforcer les chorégraphies des spectacles du Loup, tout en menant, pendant quelques années encore, sa propre compagnie de danse, Les Sœurs Cha-Cha. Elle conçoit avec Eric Jeanmonod notamment Sotto la scala (1985), un spectacle pluridisciplinaire qui réunit les genres du théâtre et de la danse, la musique et les arts plastiques, avec des nombreuses références à l'opéra. Parmi les spectacles dont elle règle les danses, Caraïbes (1986) et Happy Birthday to Loup (1988).

### Tournées et reconnaissance institutionnelle
Dès le milieu des années 1980, avec notamment les réalisations Buddy et Flappo et Krazy Kat, le Théâtre du Loup se projette vers les festivals internationaux (Inteatro Festival, à Polverigi IT ; Zürcher Theaterspektakel, à Zurich ; Quinzaine internationale du théâtre de Québec ; Festival des francophonies en Limousin, France), ainsi que sur les scènes suisses alémaniques et institutionnelles (Théâtre Vidy-Lausanne ; Rote Fabrik, à Zurich ; Centre culturel suisse, Paris).
Le début des années 1990 marque un tournant vers la professionnalisation du fonctionnement la compagnie. Rossella Riccaboni fonde en 1990 les ateliers de formation pour les enfants et adolescents de 7 à 18 ans, qui y suivent des cours à l'année, et rejoint Eric Jeanmonod et Sandro Rossetti à la direction du Théâtre du Loup qui, se constitue en association reconnue par les partenaires publics. En 1991, le Théâtre du Loup obtient un Contrat de confiance de trois ans du Département cantonal de l'instruction publique. En octroyant ces premières subventions régulières à des compagnies théâtrales et des ensembles musicaux indépendants, le canton de Genève pose les premiers jalons d'une politique culturelle genevoise. En 1992, le Théâtre du Loup est invité par Claude Stratz, à présenter trois de ses productions à la Comédie de Genève : Rossella Riccaboni et Eric Jeanmonod y dirigent La Triste Histoire de Marguerite qui jouait si bien du violon d'après David McKee sur une musique de Jacques Demierre ; François Berthet y crée Le Roi des enfants d'A Cheng ; on y reprend également Krazy Kat qui, renommé Le Retour de Krazy Kat, obtient le Prix romand du spectacle indépendant. 
En 1993, pendant la création de Contes noirs, thé brûlant d'après Paul Bowles et Sadeq Hedayat au Théâtre de Vidy, à Lausanne, l'équipe du Théâtre du Loup construit son propre théâtre, à Genève. Disposant désormais d'un domicile fixe, la compagnie produit depuis lors, dans ses murs, un à deux spectacles par saison, dont Les Bricoleurs d'après Haroldo Conti mis en scène par Philippe Cohen et Eric Jeanmonod (1994), Jaune Piano, commandé au musicien Jacques Demierre par le festival de musique contemporaine Archipel (1995), Novecento de Baricco, avec la Fanfare du Loup et François Berthet en narrateur (1998), Géographie d'un rêveur de chevaux de Sam Shepard, mis en scène par Dominic Noble (2000), Zazie dans le métro d'après Raymond Queneau, mis en scène par Eric Jeanmonod (2002), Le Bon Gros Géant de Roald Dahl, mis en scène par Julien George et le Collectif du Loup (2007), Le Bar sous la mer de Stefano Benni, mis en scène par Eric Jeanmonod (2010).
Depuis 2006, le Théâtre du Loup bénéficie d'une Convention de subventionnement conjointe de la Ville et du Canton de Genève.

## Le bâtiment du Théâtre du Loup

### Des lieux pour la culture indépendante
Comme la plupart des collectifs issus de la contre-culture genevoise des années 1970, à ses débuts le Théâtre du Loup est nomade, une condition dont ils s'accommodent en attendant mieux. Si, dans un premier temps, des journalistes comme la critique du Journal de Genève Marie-Danielle Brunet, et les élus politiques, qui observent son émergence, vantent la capacité du collectif à faire avec peu, en soulignant la pauvreté des moyens, le caractère « précaire » et « amateur » de leur travail,,, les animateurs du Théâtre du Loup, comme les autres acteurs de la culture alternative de la même génération, réclament dès le début des années 1980 des locaux de stockage et de répétition, des outils pour créer dans de bonnes conditions, dans des lieux disposant d'équipements techniques corrects, des moyens pour produire des œuvres et programmer des saisons artistiques cohérentes.
Aux compagnies théâtrales indépendantes, la municipalité de Genève accorde, en 1987, le Théâtre du Grütli, un lieu de production et de représentation aménagé dans le sous-sol d'une ancienne école du centre-ville. Mais cette solution ne satisfait pas entièrement le milieu théâtral genevois, qui rêve d'un sursaut et veut un vrai théâtre, au moment où le metteur en scène Matthias Langhoff, pressenti pour reprendre la direction de la Comédie de Genève, met en évidence dans Le Rapport Langhoff, que la scène de la principale maison théâtrale genevoise n'a ni la forme ni les dimensions qu'il faut pour faire du théâtre professionnel de niveau européen.

### Installation au bord de l'Arve
À l'approche des années 1990, les activités du Théâtre Loup ont pris de l'ampleur. La compagnie tourne des spectacles en Suisse et en Europe, tout en en créant de nouveaux ; elle dispose d'un répertoire, d'un stock de décors, de costumes et de masques, et a systématisé les cours de théâtre destinés aux enfants. L'opportunité se présente, en 1993, d'investir un terrain dans le secteur industriel de la Queue d'Arve. Les fondateurs du Loup proposent de construire un centre de production théâtrale sur un site où la Ville de Genève, en manque de moyens financiers, a abandonné le projet de construire un centre rock. À l'origine du projet, on retrouve Sandro Rossetti, ainsi que Daniel Baillif et Roger Loponte, deux architectes genevois passés maîtres dans le provisoire qui dure et l'usage des matériaux pauvres,.
L'ambition de l'équipe du Loup est de construire, dans des dimensions définies à partir des scénographies des précédentes réalisations de la compagnie, un « grand laboratoire propice à l'expérimentation de formes scéniques ». Ses mesures : 30 sur 16 mètres et 9 mètres de hauteur au plus haut ; un espace vide, qui permet de réaliser toutes sortes de mises en scène et de déplacer le gradin du public au gré des nécessités des spectacles. La structure est en bois. Les façades latérales suivent une ligne plissée qui donne aux parois une forme en accordéon, afin d'assurer la stabilité de l'ensemble. À l'avant et à l'arrière, deux grandes portes coulissantes permettent l'entrée et sortie de décors et véhicules, comme dans un hangar. Tout y est démontable. Autofinancé, le projet convainc[réf. nécessaire]la Ville de Genève, qui octroie au Loup un droit de superficie. Répondant dans ses dimensions et sa souplesse d'usage à l'idéal décrit par Matthias Langhoff dans son rapport sur la Comédie, le projet séduit aussi le metteur en scène allemand, qui, à l'occasion de la dissolution de sa compagnie, fait don pour sa construction d'une somme de 250 000 francs. Cette somme, solde d'un précédent spectacle de Langhoff, complète les fonds propres du collectif, constitués des 60 000 francs du montant du Prix romand du spectacle indépendant (1992) et des dons des membres de l'Association du Théâtre du Loup. Le théâtre est construit en cinq mois, pour un budget d'environ 600 000 francs suisses. Il est inauguré en novembre 1993,.
Depuis l'ouverture du bâtiment du Loup, La Bâtie Festival de Genève, la Comédie de Genève, le Ballet du Grand Théâtre de Genève et l'Association pour la danse contemporaine (ADC) sollicitent le Théâtre du Loup quand ils ont besoin d'un grand plateau large et profond, pour y présenter accueils et productions propres. Langhoff lui-même y a présenté Gloucester Time / Matériau Shakespeare / Richard III (1995). En 2003, le bâtiment s'est enrichi d'une annexe latérale, où sont réalisés des décors. L'annexe abrite aussi une salle de répétition, où sont donnés les cours des ateliers pour enfants, et peut également accueillir des spectacles de formes réduites. À la fin de l'année 2014, le Loup a inauguré, à proximité de son complexe, une exposition permanente de sa collection de costumes, masques, décors et accessoires. Nommé Muzoo, le lieu est ouvert au public et permet d'avoir un aperçu bigarré de l'histoire du collectif à travers ses objets scéniques. Le film documentaire Loup Story d'Eric Jeanmonod et Adrien Barazzone (2014) y est présenté dans une petite salle de projection et complète la visite. Le Muzoo se veut aussi un outil de médiation pour élèves et étudiants qui peuvent approcher, à partir des « coulisses », divers métiers du théâtre.